# Pheidole cramptoni
Pheidole cramptoni är en myrart som beskrevs av Wheeler 1916. Pheidole cramptoni ingår i släktet Pheidole och familjen myror. Inga underarter finns listade i Catalogue of Life.